# Ritwik Bhattacharya
Ritwik Bhattacharya (* 14. Oktober 1979 in Pathankot) ist ein ehemaliger indischer Squashspieler. 

## Karriere
Ritwik Bhattacharya begann seine professionelle Karriere im Jahr 1999 und gewann acht Turniere auf der PSA World Tour. Seine höchste Platzierung in der Weltrangliste erreichte er mit Rang 38 im November 2006. Bei den Weltmeisterschaften im Doppel wurde er 2004 in Chennai an der Seite von Saurav Ghosal Vizeweltmeister. Ritwik Bhattacharya wurde insgesamt fünfmal indischer Landesmeister und absolvierte über 70 Partien für die indische Nationalmannschaft, lange Jahre als Kapitän. Mit dieser nahm er unter anderem 2005, 2007 und 2009 an Weltmeisterschaften teil. Er bestritt 2010 sein letztes Profiturnier.

## Privates
Ritwik Bhattacharya besuchte von 1992 bis 1997 das Rashtriya Indian Military College in Dehradun. Im Jahr 2000 schloss er sein Studium am St. Stephen's College in Neu-Delhi mit einem Bachelor ab. Er wurde im Jahr 2003 als Bester Sportler mit dem Rajiv Gandhi State Sports Award ausgezeichnet. Im September 2013 heiratete er das indische Model Pia Trivedi.

## Erfolge
- Vizeweltmeister im Doppel: 2004 (mit Saurav Ghosal)
- Gewonnene PSA-Titel: 8
- Indischer Meister: 5 Titel (1998, 2000, 2002, 2003, 2005)